# 14 message 〜every ballad songs 2〜
『14 message 〜every ballad songs 2〜』（フォーティーン・メッセージ〜エブリ・バラッド・ソングス・ツー〜）は、日本の音楽グループEvery Little Thingが2007年2月14日に発売した2枚目のバラードベストアルバムである。

## 概要
- Every Little Thing、デビュー10周年記念作品。
『Every Ballad Songs』から約5年ぶりとなり、全曲がリマスタリング収録されている[1]。
- 2002年から2006年の間に発表されたシングル、アルバムから選曲されて収録されている。
- 初回限定盤は"love"をテーマにメンバー二人が語った特別インタビューや撮りおろし写真が満載の全100Pスペシャルブック仕様。
- 前作に比べ、シングル収録曲の割合が多く、アルバム収録曲は2曲のみとなった。

## 収録曲
- 全曲作詞：持田香織

1. UNSPEAKABLE (4:22)
作曲：菊池一仁 / 編曲：中尾昌文、大谷靖夫&伊藤一朗
22ndシングル『UNTITLED 4 ballads』収録曲。
2. キヲク (5:25)
作曲：菊池一仁 / 編曲：村田昭 & Every Little Thing
20thシングル。
3. 雨の鳴る夜、しずくを君に (5:04)
作曲：多胡邦夫 / 編曲：十川知司 & Every Little Thing
7thアルバム『Crispy Park』収録曲。
4. ソラアイ (5:12)
作曲：HIKARI / 編曲：HIKARI & 伊藤一朗
26thシングル。
5. nostalgia (5:49)
作曲：菊池一仁 / 編曲：tasuku & 伊藤一朗
22ndシングル『UNTITLED 4 ballads』収録曲。
6. しあわせの風景 (5:05)
作曲：菊池一仁 / 編曲：中尾昌文&伊藤一朗
25thシングル『また あした』収録曲。
7. azure moon (5:24)
作曲：HIKARI / 編曲：HIKARI & Every Little Thing
29thシングル。
8. ルーム (4:32)
作曲：菊池一仁 / 編曲：中尾昌文、大谷靖夫 & Every Little Thing
22ndシングル『UNTITLED 4 ballads』収録曲。
9. 恋文 (5:02)
作曲：HIKARI / 編曲：HIKARI & Every Little Thing
27thシングル。
10. 五月雨 (5:13)
作曲：多胡邦夫 / 編曲：中尾昌文&伊藤一朗
6thアルバム『commonplace』収録曲。
11. 帰り道 (4:41)
作曲：tetsuhiko & 十川知司 / 編曲：十川知司&伊藤一朗）
28thシングル「きみの て」のカップリング曲。
12. good night (4:58)
作曲：HIKARI / 編曲：HIKARI & 伊藤一朗
27thシングル。
13. また あした (5:00)
作曲：小幡英之 / 編曲：十川知司 & Every Little Thing
25thシングル。
14. 愛の謳 (4:52)
作曲：多胡邦夫 / 編曲：村田昭
22ndシングル『UNTITLED 4 ballads』収録曲。